# Fongueusemare
Fongueusemare là một xã thuộc tỉnh Seine-Maritime trong vùng Normandie miền bắc nước Pháp.

## Huy hiệu
| Arms of Fongueusemare | The arms of Fongueusemare are blazoned: Azure, two abbot's croziers in saltire, between a garb and 3 gables (from tithing barns) Or |

## Dân số
| Năm | 1962 | 1968 | 1975 | 1982 | 1990 | 1999 | 2006 |
| --- | ---- | ---- | ---- | ---- | ---- | ---- | ---- |
| Dân số | 123  | 162  | 156  | 160  | 170  | 170  | 193  |
| From the year 1962 on: No double counting—residents of multiple communes (e.g. students and military personnel) are counted only once. |      |      |      |      |      |      |      |